# Кенеський сільський округ (Меркенський район)
Кене́ський сільський округ (каз. Кеңес ауылдық округі, рос. Кенесский сельский округ) — адміністративна одиниця у складі Меркенського району Жамбильської області Казахстану. Адміністративний центр — село Кенес.
Населення — 2055 осіб (2021; 2446 у 2009, 2484 у 1999, 2774 у 1989).
Станом на 1989 рік існувала Кенеська сільська рада (села Кенес, Папаніна). 1997 року до складу Кенеського сільського округу було включено ліквідовані Акерменський сільський округ та Аспаринський сільський округ. 2001 року Акерменський сільський округ був відновлений, при цьому село Кентай колишнього Акерменського сільського округу та села Аккайнар і Кайиндисай колишнього Аспаринського сільського округу залишились у складі Кенеського сільського округу, а до складу новоутвореного Акерменського сільського округу увійшло село Аспара колишнього Аспаринського сільського округу. 2002 року до складу відновленого Аспаринського сільського округу передано села Аккайнар (колишнє Отділення № 2) та Кайиндисай (колишнє Отділення № 1). 2017 року село Кентай та територія площею 5,63 км² було повернуто до складу Акерменського сільського округу.

## Склад
До складу округу входять такі населені пункти:
| Населений пункт  | Старі назви | Населення, осіб (1989) | Населення, осіб (1999) | Населення, осіб (2009) | Населення, осіб (2021) |
| ---------------- | ----------- | ---------------------- | ---------------------- | ---------------------- | ---------------------- |
| Кенес, село      | -           | 2656                   | 2343                   | 2332                   | 1977                   |
| Жаугаш, село     | Папаніна    | 118                    | 141                    | 114                    | 78                     |
| --Потаніна, село | -           | -                      | 0                      | -                      | -                      |